# Centro de Cultura Cristã em Wisznice

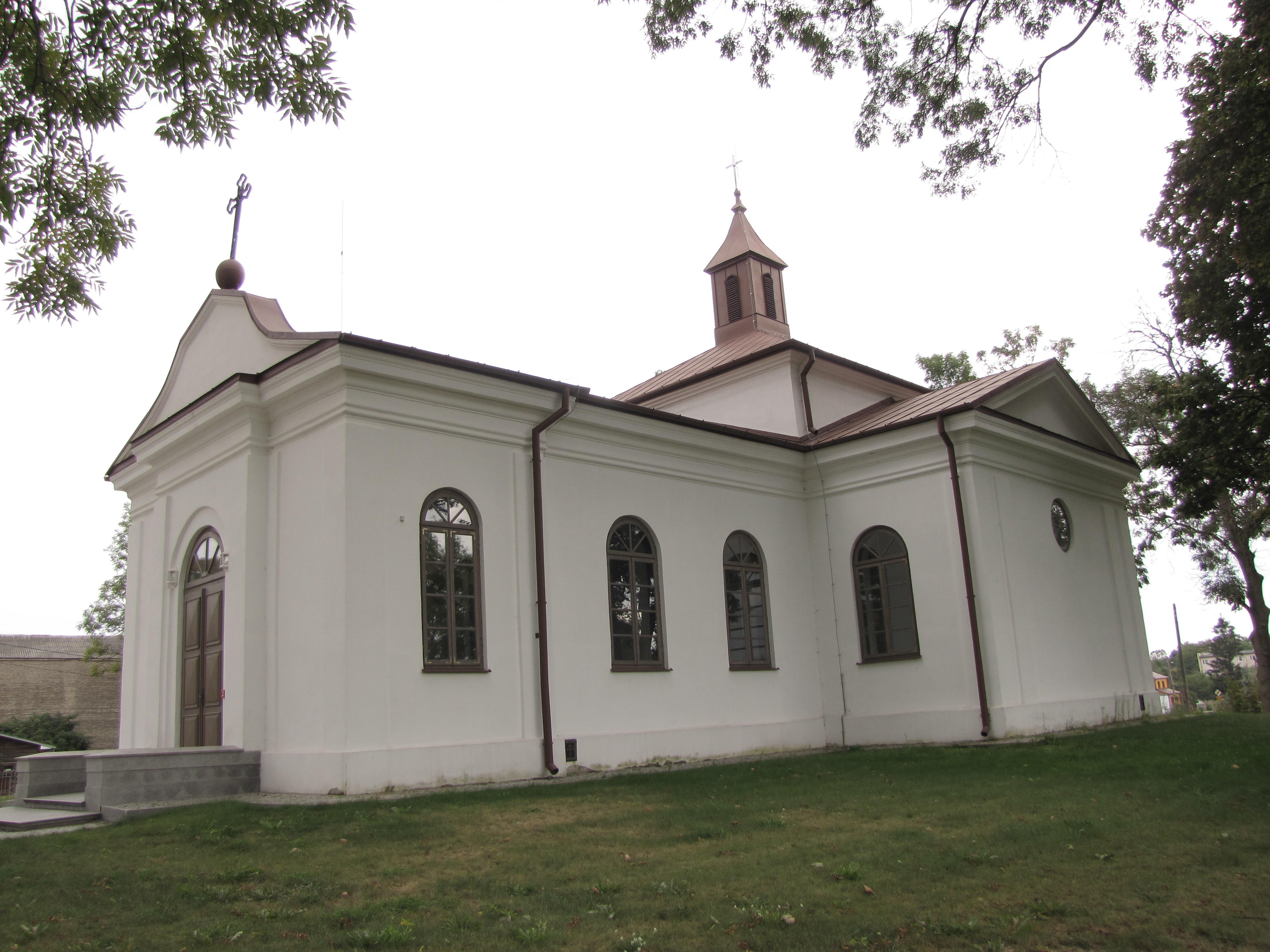
Centro de Cultura Cristã

O Centro de Cultura Cristã (em polonês: Centrum Kultury Chrześcijańskiej - Dawna cerkiew greko-katolicka), antiga Igreja grego-católica, está situado na vila de Wisznice, no leste da Polônia. Atualmente, é uma Igreja subsidiária de St. Jerzy e a Assunção da Bem-Aventurada Virgem Maria em Wisznice. Este templo, destruído e reconstruído várias vezes, tornou-se uma testemunha silenciosa da história de Podlasie. A Igreja foi construída em 1870-1872 e renovada em 1906. A partir de 1875, em conexão com a liquidação da Igreja Católica Grega no Reino da Polônia, o templo serviu como Igreja Ortodoxa. Em 1920, o templo foi transformado em uma Igreja Católica Romana, e em 1921 a Igreja foi reformada. Naquela época, novas vidraças foram montadas, pisos e paredes foram consertados, a iconóstase foi removida e o altar de Santo Antônio. Desde 1922, os serviços católicos romanos foram celebrados lá. Desde 1955, quando a nova Igreja paroquial foi consagrada (Igreja Católica da Transfiguração do Senhor, ver acima), a Igreja permaneceu vazia e sem uso. Em 1978, o interior da antiga Igreja foi destruído pelo fogo. Escavações foram realizadas dentro da igreja em 2009, e durante os anos 2009-2010, a Igreja foi reformada como parte do Programa Operacional Regional da voivodia de Lublin para 2007-2013 - Prioridade 7.1 Infraestrutura de Cultura e Turismo - Proteção de Património Cultural, e assumiu a forma de um Centro de Cultura Cristã.